# Венская конвенция о консульских сношениях
Ве́нская конве́нция о ко́нсульских сноше́ниях — международный договор принятый на Конференции Организации Объединённых Наций по консульским сношениям в Вене 24 апреля 1963 года и вступивший в силу 19 марта 1967 года.
Следуя сложившейся в международных отношениях практике, Венская конвенция предусматривает, что установление консульских отношений между государствами осуществляется по взаимному согласию между ними.
Конвенция определяет, что согласие на установление дипломатических отношений означает (если иное не оговорено) согласие также и на установление консульских отношений. Разрыв дипломатических отношений не влечет за собой в силу только этого факта разрыв консульских отношений. Если дипломатические отношения отсутствуют, для установления консульских отношений требуется специальное соглашение между государствами.
Консульские отношения с иностранными государствами регулируются двусторонними консульскими конвенциями, а также внутренними законодательствами государств.
Венская конвенция 1963 года определяет консульские функции: защита интересов представляемого государства и его граждан (физических и юридических лиц) в государстве пребывания; содействие развитию торговых, экономических, научных и культурных связей между двумя государствами; оказание необходимого содействия в выполнении служебных обязанностей находящимся на территории государства пребывания представителям министерств и организаций и другим гражданам своего государства; информирование граждан представляемого государства о законах и постановлениях государства пребывания, а также о местных обычаях; оформление виз, совершение нотариальных действий, консульская легализация документов, учёт граждан представляемого государства, проживающих в государстве пребывания; оказание содействия эмигрантам из представляемого государства, а также воздушным и морским судам и их персоналу на территории государства пребывания и др.
Венская конвенция определяет четыре консульских класса: генеральный консул, консул, вице-консул, консульский агент. Согласно ей, консульские учреждения, консульские должностные лица и сотрудники консульских учреждений обладают консульскими привилегиями и иммунитетами.
Венская конвенция определяет также порядок назначения и приёма консульских должностных лиц, включая выдачу экзекватуры, без чего невозможно выполнение ими своих служебных функций.